# 11716 Amahartman
11716 Amahartman este un asteroid din centura principală de asteroizi.

## Descriere
11716 Amahartman este un asteroid din centura principală de asteroizi. A fost descoperit pe 21 aprilie 1998 la Socorro, New Mexico, în cadrul proiectului LINEAR. Asteroidul prezintă o orbită caracterizată de o semiaxă mare de 2,63 ua, o excentricitate de 0,19 și o înclinație de 3,0° în raport cu ecliptica.